# چلتیک‌دوزو (یوسف‌علی)
چلتیک‌دوزو (به ترکی استانبولی: Çeltikdüzü) یک منطقهٔ مسکونی در ترکیه است که در یوسف‌علی واقع شده‌است. چلتیک‌دوزو ۴۱۵ نفر جمعیت دارد.